# Nomboya
Nomboya est une commune rurale située dans le département de Gomboussougou de la province du Zoundwéogo dans la région Centre-Sud au Burkina Faso.

## Santé et éducation
Le centre de soins le plus proche de Nomboya est le centre de santé et de promotion sociale (CSPS) de Gon Boussougou tandis que le centre médical (CMA) le plus proche se trouve à Manga.